# 伊希姆拜区
伊希姆拜区（俄语：Ишимба́йский райо́н，Ishimbáyskiy rayón，İşembay rayonı）是俄罗斯巴什科尔托斯坦共和国的54个行政区与市辖区之一。
它坐落于巴什科尔托斯坦共和国的南部中心地区，北与加富里區、东北与別洛列茨克區、东（及东南）与布爾姜區、南与梅列烏茲區以及西与斯捷爾利塔馬克區相邻。伊希姆拜区的面积为4006平方千米，行政中心位于伊希姆拜镇。根据2010年俄羅斯人口普查，伊希姆拜区的总人口为91,301人。

## 历史
伊希姆拜区在1937年3月20日成立。

## 行政区划与自然气候
根据俄罗斯行政区划，伊希姆拜区是巴什科尔托斯坦共和国的54个行政区之一，它分有13个村委员会，86个农村地区。伊希姆拜区的行政中心位于伊希姆拜市镇，后者原本是共和国的直辖市，於2000年併入該區。伊希姆拜区的东部属于巴什基尔乌拉尔，绝对高度845米，气候湿润，有落叶林；西部地区则略微干燥，有森林草原景观。

## 人口组成
根据2010年俄羅斯人口普查，俄羅斯人占比42.2%，巴什基爾人占比41.5%，鞑靼人占比12.3%，楚瓦什人占比1.8%，其它国籍人口为2.2%。

## 图集
|                |                  |          |          |
| 齐根河上的日出 | 一个小村庄旁的湖 | 乡村道路 | 山脉风景 |